# Martin Kores
Martin Kores, slovenski ključavničar in sindikalni delavec, * 4. november 1896, Čermožiše, † 27. december 1941, Maribor.
Bil je predsednik mariborske izpostave Jugoslovanske strokovne zveze in ob Karlu Reberšku ena najpomembnejših osebnosti v krščansko socialističnem gibanju. Februarja 1937 je postal član odbora mariborske mestne organizacije JRZ. Pred drugo svetovno vojno je bil tudi mariborski mestni svetnik.
Maja 1941 se je udeležil ustanovnega sestanka Pokrajinskega odbora Osvobodilne fronte za severovzhodno Slovenijo. V njegovem stanovanju, v katerem so bile tudi seje Pokrajinskega odbora OF, je bila postojanka osvobodilnega gibanja v Mariboru. Konec oktobra 1941 ga je gestapo aretiral, bil je zaprt  v mariborskih sodnih zaporih in tam kot talec ustreljen.